# Johan David Zander
Johan David Zander, (parròquia de Maria Magdalena, Estocolm, 15 d'octubre, 1752 - parròquia de Sankt Nikolai, Estocolm, 21 de febrer, 1796), va ser un violinista i compositor suec.

## Biografia
Zander era fill del músic de la cort David Gottfried Zander i Charlotte Pleif. El 1773 esdevingué violinista a la capella de la cort d'Estocolm i el 1787 el seu concertino. Al voltant de 1784, va succeir a Haeffner com a líder d'orquestra al "Swedish Comic Theatre" de Stenborg a Humlegården a Estocolm. Va crear música per a diverses vaudevilles, com Kopparslagaren (1781), Njugg spar och fan tar (1784), Slåtterölet o Kronofogdarne (1787), obertura a Lisette, òpera còmica (1788), Den tokroliga natten o Lykkan staat den djerfve bi (1791) Les dones i la confiança (1792), obertura a La noia seduïda. A més, va compondre quartets de corda, simfonies i una sèrie de cançons.
Zander va ser elegit el membre 102 de la Royal Academy of Music el 22 de gener de 1788.
Zander va morir el 21 de febrer de 1796 a la parròquia de Sankt Nikolai, Estocolm.